# Sapuny
Sapuny (niem. Sapuhnen) – osada w Polsce położona w województwie warmińsko-mazurskim, w powiecie olsztyńskim, w gminie Barczewo. Miejscowość wchodzi w skład sołectwa Mokiny. W latach 1975–1998 miejscowość administracyjnie należała do województwa olsztyńskiego.

## Historia
Wieś na Warmii powstała w 1367 r. w wyniku nadania przez biskupa warmińskiego Jan Stryprocka Prusowi Hannekoni Staponi 10 łanów przy jeziorze Kiermas na prawie pruskim z zobowiązaniem do jednej służby konnej w zbroi. W 1594 wieś zapisana jak Supone. W 1568 r. biskup warmiński Stanisław Hozjusz nadał łany w Sapunach Grzegorzowi Sapone. W 1611 r. dołączono 2,5 łana, wydzielonych ze wsi Kaplityny. W 1615 wieś zapisana pod nazwą Sapun, a później Sappuhnen (1656, 1785), Zapuhnen (1688), Sapuhnen (1755, 1790), Gross Sapuhnen (1820), Wielkie Zapuny (1879), Zapuny (1895), Zupuny (1941), od 1951 – Sapuny.
Od XIX wieku do 30 września 1928 roku istniał oddzielny obszar dworski Sapuny, który obejmował miejscowości Sapuny i Terka. Po jego likwidacji Sapuny zostały włączone do gminy Mokiny a Terka do gminy miejskiej Wartenburg (Barczewo).